# Venezillo trifolium
Venezillo trifolium là một loài chân đều trong họ Armadillidae. Loài này được Dollfus miêu tả khoa học năm 1890.